# Estación de Gérgal
Gérgal, también denominada en ocasiones por la forma Gergal, es una estación ferroviaria situada en el municipio español de Gérgal, en la provincia de Almería, comunidad autónoma de Andalucía. Las instalaciones disponen de servicios de Media Distancia operados por Renfe.

## Situación ferroviaria
Las instalaciones se encuentran situadas en el punto kilométrico 208,7 de la línea férrea de ancho ibérico Linares Baeza-Almería, a 724 metros de altitud sobre el nivel del mar, entre las estaciones de Doña María-Ocaña y Fuente Santa. El trazado es de vía única y está electrificado.

## Historia
La estación fue inaugurada el 26 de julio de 1895 con la apertura del tramo Guadix-Almería de la vía férrea que pretendía unir Linares con el puerto de Almería, que no se alcanzó hasta 1904 dadas las dificultades encontradas en algunos tramos. De hecho, al momento de su construcción, el tramo entre esta estación y la de Santa Fe tenía la mayor pendiente de todo el sistema ferroviario español, con una media del 2,33%. Hacia 1902, The Gergal Railway and Mines Cº Ltd empezó a construir un ramal saliente de unos 4 km de longitud, desde esta estación hasta el centro del pueblo de Gérgal al que se le llamó Cruz de Mayo.
Debido al fuerte tramo existente en este tramo de la línea las locomotoras empleadas en muchas ocasiones tenían una potencia insuficiente para tirar de los convoyes. Esto llevaría a la compañía propietaria a electrificar el tramo Gérgal-Santa Fe, que entró en servicio en 1912. De forma complementaria, en Gérgal se instalaron transformadores eléctricos y todo un conjunto de instalaciones anexas —depósitos de locomotoras, talleres, cocheras— para las locomotoras eléctricas que servían en esta zona. Con los años en torno a la estación de Gérgal se fue formando un núcleo poblacional que para 1930 tenía un censo de 124 habitantes.
La gestión de la estación corrió a cargo de la Compañía de los Caminos de Hierro del Sur de España, que mantuvo su titularidad hasta 1929 cuando pasó a ser controlada por la Compañía de los Ferrocarriles Andaluces. La compañía de «Andaluces», como así se la conocía popularmente, ya llevaba años explotando la línea tras serle arrendada en 1916. Un alquiler no demasiado ventajoso, y que se acabó cerrando con la anexión de la compañía. En 1936, durante la Segunda República, «Andaluces» fue incautada debido a sus problemas económicos y se asignó a la Compañía Nacional de los Ferrocarriles del Oeste la gestión de las líneas que «Andaluces» explotaba. Esta situación no duró mucho ya que en 1941, con la nacionalización de toda la red ferroviaria española, la estación pasó a manos de RENFE.
Desde el 31 de diciembre de 2004 Renfe Operadora explota la línea mientras que Adif es la titular de las instalaciones ferroviarias.

## La estación

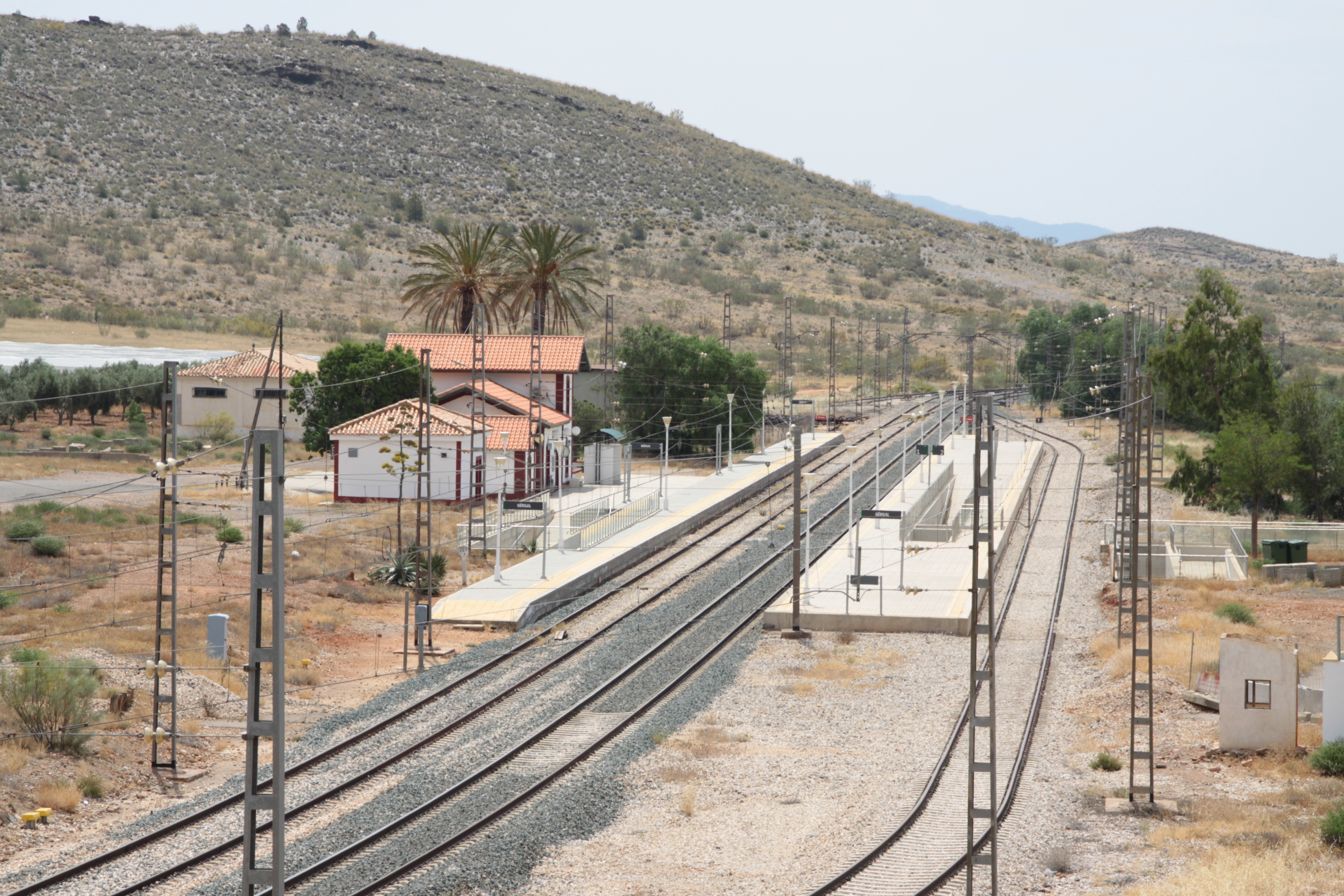
Vista general de la estación.

Se ubica al sur del núcleo urbano, alejada del mismo. Su edificio para viajeros, al igual que otros de este tramo de la línea Linares-Almería, está formado por una estructura de planta baja rectangular al que se adosa una torre de dos alturas. Cuenta con dos andenes, uno lateral y otro central al que acceden tres vías.
Dispone de hasta cuatro vías: dos de sobrepaso, la vía general y una vía muerta.

## Servicios ferroviarios

### Media Distancia
A través de su línea 68 Renfe une Granada con Almería usando trenes MD. El trayecto se cubre con dos relaciones diarias sentido Almería y una sentido Linares-Baeza, ya que una de ellas no efectúa parada en la estación. 